# Michail Koljada
Michail Sergeevič Koljada (in russo Михаил Сергеевич Коляда?; tras. angl.: Mikhail Sergeyevich Kolyada; San Pietroburgo, 18 febbraio 1995) è un pattinatore artistico su ghiaccio russo vincitore dei campionati nazionali russi nel 2017 e nel 2018.
Ha inoltre vinto il bronzo ai campionati europei ad Ostrava 2017 e a Mosca 2018, e l'argento ai nazionali russi nel 2016.

## Vita privata
Koljada è nato e si allena a San Pietroburgo il 18 febbraio 1995. È il maggiore di quattro fratelli e sorelle.

## Carriera
Koljada è stato allenato da Valentina Michailovna Čebotarëva sin da quando era bambino. Ha iniziato a gareggiare nell'ISU Junior Grand Prix nel 2011 e nel 2013 ha vinto i campionati nazionali russi juniores e si è classificato sesto ai Campionati mondiali juniores. Nella stagione 2013-2014 ha conquistato anche una medaglia d'argento e una di bronzo in due tappe dell'ISU Junior Grand Prix.
Nell'agosto 2014 si è infortunato ad una caviglia e non ha potuto partecipare alla Rostelecom Cup, che avrebbe dovuto rappresentare il due debutto nel circuito del Grand Prix di livello senior.
Nella stagione 2015-2016 si è classificato terzo nella ISU Challenger Series, dopo essere andato a medaglia nell'Ondrej Nepela Trophy e nel CS Ice Challenge. Ha quindi esordito nel circuito del Grand Prix nella Rostelecom Cup, classificandosi quinto, e a fine dicembre ha vinto la medaglia d'argento ai campionati nazionali russi, venendo così selezionato per i Campionati europei tenutisi a Bratislava a fine gennaio 2016, dove è arrivato quinto. Ha quindi preso parte ai Campionati mondiali di Boston, ottenendo il quarto posto.
La stagione successiva, dopo aver preso parte alle due tappe a lui assegnate del circuito del Grand Prix, Koljada ha vinto il titolo nazionale russo. Ha poi partecipato ai campionati europei, chiudendo in terza posizione dietro allo spagnolo Javier Fernandez e al connazionale Maxim Kovtun. Sul finire della stagione ha gareggiato ai campionati mondiali, chiudendo in ottava posizione.
Ha iniziato la stagione 2017-18 con la vittoria all'Ondrej Nepela Trophy. In occasione di questa competizione, Koljada ha atterrato per la prima volta un quadruplo lutz in una competizione internazionale. Successivamente, dopo aver preso parte al circuito del Grand Prix classificandosi terzo alla Rostelecom Cup e primo alla Cup of China, ha preso parte alla finale, classificandosi terzo dietro al giapponese Shōma Uno, argento, e allo statunitense Nathan Chen, medaglia d'oro. In dicembre si è riconfermato campione nazionale ed è stato selezionato per i campionati europei, dove ha ottenuto il bronzo. È stato così selezionato, assieme al connazionale Dmitri Aliev, per partecipare ai giochi olimpici, dove ha gareggiato per gli Atleti Olimpici dalla Russia in seguito alla squalifica comminata alla Russia per il caso del doping di Stato.

## Programmi
| Stagione  | Programma corto                                                           | Programma libero                                                                                                | Esibizione                                                                                                  |
| --------- | ------------------------------------------------------------------------- | --- | --- |
| 2017-2018 | - Piano Concerto No. 23 in la maggiore di Wolfgang Amadeus Mozart - Tango | - Steamroller Blues - Can't Help Falling In Love - Rip It Up di Elvis Presley                                   | - Baba Yaga (da Pictures at an Exhibition) di Modest Petrovič Musorgskij - Nothing Else Matters (Metallica) |
| 2016-2017 | - Nightingale Tango - John Gray foxtrot di Matvey Blanter                 | - Le rêve de la fiancée (da La fiancée aux yeux de bois) di Jean-Marc Zelwer - À la lune (dal Cirque du Soleil) | - Baba Yaga (da Pictures at an Exhibition) di Modest Petrovič Musorgskij - Hallelujah di Axel Rudi Pell     |
| 2015–2016 | - Nightingale Tango - John Gray foxtrot di Matvey Blanter                 | - The Nightmare Before Christmas di Danny Elfman                                                                | - Fever di Elvis Presley                                                                                    |
| 2012–2013 | - The Mask di Randy Edelman                                               | - Pearl Harbor di Hans Zimmer                                                                                   | |
| 2011–2012 | - Tango di Gotan Project                                                  | - Spartacus di Aram Khachaturian                                                                                | |

## Risultati
GP: Grand Prix; CS: Challenger Series; JGP: Junior Grand Prix
| Internazionali                                                                                      | Internazionali | Internazionali | Internazionali | Internazionali | Internazionali | Internazionali | Internazionali | Internazionali | Internazionali | Internazionali | Internazionali |
| Evento                                                                                              | 2011–12        | 2012–13        | 2013–14        | 2014–15        | 2015–16        | 2016-17        | 2017-18        | 2018-19        | 2019-20        | 2020-21        | 2021-22        |
| --------------------------------------------------------------------------------------------------- | -------------- | -------------- | -------------- | -------------- | -------------- | -------------- | -------------- | -------------- | -------------- | -------------- | -------------- |
| Giochi olimpici invernali                                                                           |                |                |                |                |                |                | 8°             |                |                |                | R              |
| Campionati mondiali                                                                                 |                |                |                |                | 4°             | 8              | 3°             | 6°             | C              | 5°             |                |
| Campionati europei                                                                                  |                |                |                |                | 5°             | 3°             | 3°             | 5°             |                | C              | R              |
| GP finale                                                                                           |                |                |                |                |                |                | 3°             |                |                |                | C              |
| GP Rostelecom Cup                                                                                   |                |                |                | R              | 5°             | 4°             | 3°             | 4°             |                | 1°             | 2°             |
| GP NHK Trophy                                                                                       |                |                |                |                |                | 5°             |                |                | R              |                |                |
| GP Cup of China                                                                                     |                |                |                |                |                |                | 1°             |                |                |                | C              |
| GP della Finlandia                                                                                  |                |                |                |                |                |                |                | 4°             |                |                |                |
| GP d'Italia                                                                                         |                |                |                |                |                |                |                |                |                |                | 2°             |
| GP Skate Canada                                                                                     |                |                |                |                |                |                |                |                | R              |                |                |
| CS Ice Challenge                                                                                    |                |                |                |                | 3°             |                |                |                |                |                | R              |
| CS Ondrej Nepela Trophy                                                                             |                |                |                |                | 2°             |                | 1°             | 1°             |                |                |                |
| CS Finlandia Trophy                                                                                 |                |                |                |                |                | 4°             | 4°             | 1°             |                |                | 2°             |
| CS Golden Spin                                                                                      |                |                |                |                |                |                |                | 2°             |                |                |                |
| Challenge Cup                                                                                       |                |                |                |                |                |                |                |                |                | 1°             |                |
| Dragon Trophy                                                                                       |                |                | 1°             |                |                |                |                |                |                |                |                |
| Gardena Trophy                                                                                      |                |                | 3°             | 1°             |                |                |                |                |                |                |                |
| Ice Star                                                                                            |                |                |                |                |                |                |                |                |                | 1°             |                |
| Seibt Memorial                                                                                      |                |                |                |                | 1°             |                |                |                |                |                |                |
| Volvo Open Cup                                                                                      |                | 2°             |                |                |                |                |                |                |                |                |                |
| Internazionali: Junior                                                                              |                |                |                |                |                |                |                |                |                |                |                |
| Mondiali Junior                                                                                     |                | 6°             |                |                |                |                |                |                |                |                |                |
| JGP Australia                                                                                       | 4°             |                |                |                |                |                |                |                |                |                |                |
| JGP Estonia                                                                                         |                |                | 2°             |                |                |                |                |                |                |                |                |
| JGP Francia                                                                                         |                | 6°             |                |                |                |                |                |                |                |                |                |
| JGP Slovacchia                                                                                      |                |                | 3°             |                |                |                |                |                |                |                |                |
| Nazionali                                                                                           |                |                |                |                |                |                |                |                |                |                |                |
| Campionati nazionali russi                                                                          |                | 7°             | R              |                | 2°             | 1°             | 1°             | 2°             | R              | 1°             | 2°             |
| Campionati nazionali russi junior                                                                   | 6°             | 1°             | 5°             |                |                |                |                |                |                |                |                |
| Eventi a squadre                                                                                    |                |                |                |                |                |                |                |                |                |                |                |
| Giochi olimpici invernali                                                                           |                |                |                |                |                |                | 2°S            |                |                |                |                |
| World Team Trophy                                                                                   |                |                |                |                |                | 2° 4ºP         |                | R              |                | 1°S 3ºP        |                |
| Team Challenge Cup                                                                                  |                |                |                |                | 2° 4ºP         |                |                |                |                |                |                |
| A: Assegnato; R: Ritirato; C = Evento cancellato; S = Risultato di squadra; P = Risultato personale |                |                |                |                |                |                |                |                |                |                |                |